# Cornelia Travnicek

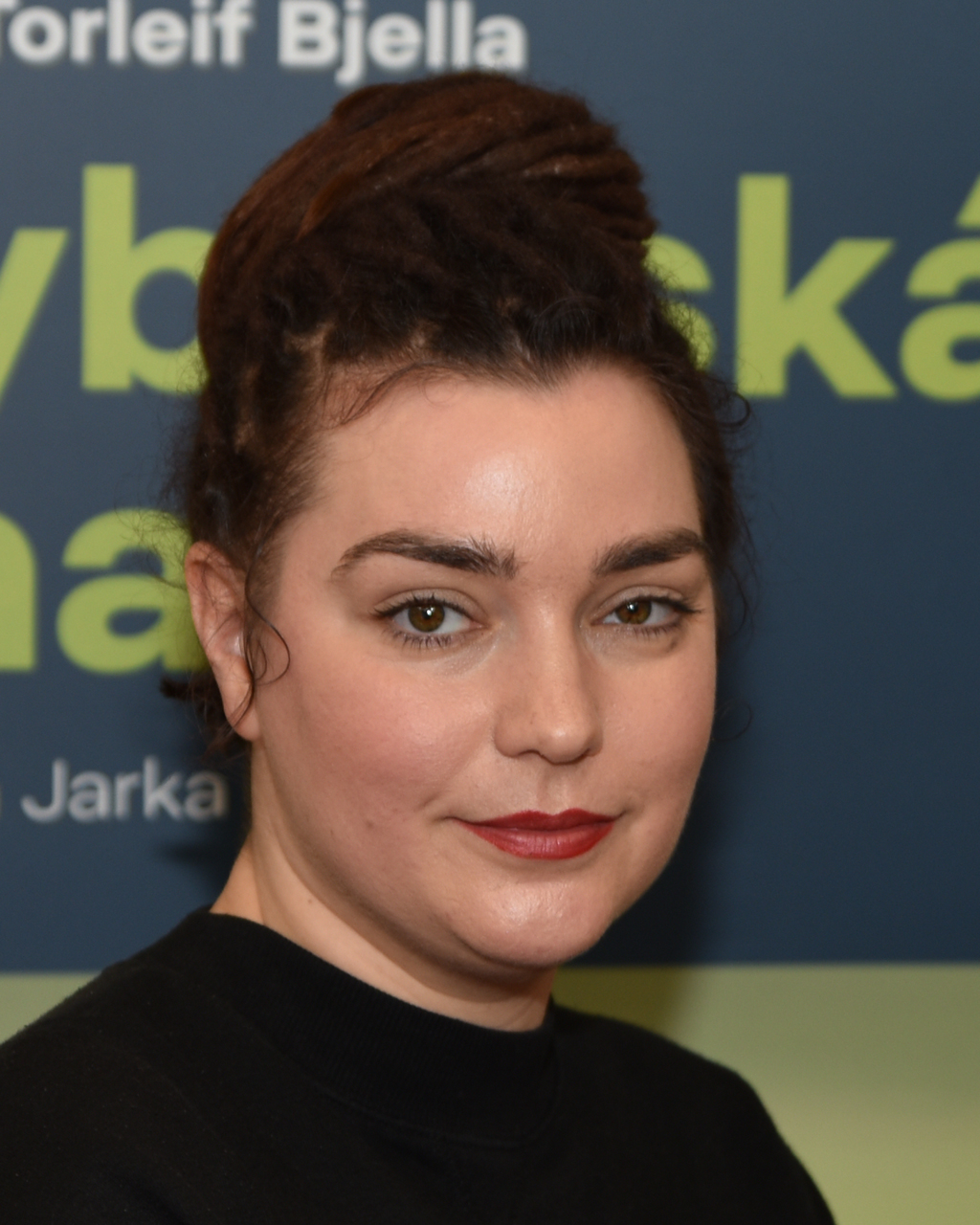
Cornelia Travnicek (2023)

Cornelia Travnicek (* 22. Jänner 1987 in St. Pölten) ist eine österreichische Schriftstellerin.

## Leben
Seit ihrer Schulzeit trat Cornelia Travnicek bei verschiedenen Literaturwettbewerben sowie durch Veröffentlichungen in Literaturzeitschriften und Anthologien in Erscheinung. Im Jänner 2008 erschien ihr Prosadebüt Aurora Borealis, die Erzählung Die Asche meiner Schwester folgte ein halbes Jahr später. Travnicek studierte an der Universität Wien Sinologie und Informatik. Im Frühjahr 2008 wurde sie für die Arbeit an ihrem dritten Buch mit dem Theodor-Körner-Förderpreis ausgezeichnet. Beim Ingeborg-Bachmann-Wettbewerb 2012 errang sie den Publikumspreis. Neben ihrer schriftstellerischen Tätigkeit arbeitet sie Teilzeit als Researcher in einem Zentrum für Virtual Reality und Visualisierung in Wien.
Ihr Roman Chucks wurde 2015 von Sabine Hiebler und Gerhard Ertl mit Anna Posch als Mae verfilmt, die Autorin hat darin zwei Cameoauftritte. Beim Montreal World Film Festival 2015 wurde der Film mit dem Publikumspreis ausgezeichnet.
2016 war Travnicek, die auch als Übersetzerin chinesischer Lyrik und Kurzprosa ins Deutsche arbeitet, Teilnehmerin beim 3. Internationalen Jingdu Jurten-Forum für Poesie in Qinghai, Westchina.
Ihr dritter Roman Feenstaub lehnt sich märchenhaft-poetisch an die Geschichte von Peter Pan an und verwebt reale Ereignisse. Drei Burschen geraten in die Fänge eines Kinderhändlers, der sie misshandelt und als Taschendiebe ausbeutet. Feenstaub dient dazu in der Stadt zu verschwinden, also vom Niemandsland an das andere Ufer des Flusses zu kommen, als Droge eingenommen, heißt es, dass man damit fliegen kann. Zuletzt fliegt Petru/Pierre tatsächlich im Flugzeug dorthin zurück, wo er hergekommen ist, per Abschiebe-Flug, wird interpretiert. Im Falter hieß es über den Roman, der 2020 auf der Shortlist zum Österreichischen Buchpreis stand: „Mit diesem Roman könnte, nein, sollte es Travnicek wie Wolfgang Herrndorf mit 'Tschick' gelingen, alle Altersgruppen zu erreichen. [...] Vor allem ist die Qualität dieser Prosa zu loben. Wie Travnicek harten Realismus, Märchen und Bubenabenteuer verknüpft, ist gekonnt, triftig und spannend.“
Zu Travniceks Lieblingsbüchern zählt Mein Name sei Gantenbein von Max Frisch, da sie dadurch, laut eigener Aussage, verstanden hat, wie Literatur funktioniert. Musikalisch zählt Bob Dylan für sie zu den Top-3-Songwritern des 20. Jahrhunderts.
Die Autorin lebt in Traismauer und Wien.

## Werke
- Aurora Borealis. Prosa.[10] Edition Linz, Linz 2008. ISBN 3-85252-875-5
- Die Asche meiner Schwester. Erzählung. Literaturedition Niederösterreich, St. Pölten 2008. ISBN 978-3-901117-98-5
- spannung spiel und schokolade. Fließtexte. Edition Thurnhof, Horn 2008. ISBN 3-900678-96-0
- Fütter mich. Prosa. Skarabaeus Verlag, Innsbruck 2009. ISBN 978-3-7082-3272-0
- Chucks. Roman. DVA, München 2012. ISBN 978-3-421-04526-3[11]
- Wir leben im Nordlicht. Erzählungen. DVA E-Book, München 2014. ISBN 978-3-641-13334-4
- mindestens einen der weißen wale. Gedichte. Berger, Horn 2015. ISBN 978-3-85028-686-2
- Junge Hunde. Roman. DVA, München 2015. ISBN 978-3-421-04628-4
- Mit maximaler Reisegeschwindigkeit. Prosa. Literatur-Quickie, Hamburg 2016, ISBN 978-3-945453-18-6
- Parablüh. Monologe mit Sylvia. Gedichte. Limbus Verlag, Innsbruck 2017, ISBN 978-3-99039-101-3
- Zwei dabei. Kinderbuch. Bilderbuch. Illustrationen von Birgitta Heiskel, Picus Verlag, Wien 2019, ISBN 978-3-7117-4013-7
- Die sieben Leben der Marie Schwarz, mit Vea Kaiser, Eva Rossmann, Gertraud Klemm, Lydia Mischkulnig, Angelika Reitzer und Doris Knecht, Molden/Styria, Wien 2020, ISBN 978-3-222-15043-2
- Feenstaub, Roman, Picus Verlag, Wien 2020, ISBN 978-3-7117-2090-0
- Harte Schale, Weichtierkern, Roman, Beltz, 2022, ISBN 978-3-407-75645-9
- Assu. Aus Reisen, Gedichte, Limbus, 2023, ISBN 978-3-99039-235-5
- Kurz bevor der Wecker klingelt, Kinderbuch. Picus Verlag, Wien 2023, ISBN 978-3-7117-4033-5

## Verfilmungen
- 2015: Chucks, Regisseur: Sabine Hiebler, Gerhard Ertl

## Herausgeberin
- How I fucked Jamal, Milena (2010) (gemeinsam mit Mieze Medusa)

## Auszeichnungen
- 2004: Stipendiatin des Literatur Labor Wolfenbüttel
- 2004: Publikumspreis beim Hattinger Literaturpreis
- 2005: Marianne-von-Willemer-Preis (Anerkennungspreis)
- 2005: Preis für jugendliche Autoren bei „Schreiben zwischen den Kulturen“ (Verein Exil)
- 2006: Zweite von den „Großen Drei“ beim FM4 Wortlaut Literaturwettbewerb
- 2006: „Youngster of Arts“ Anerkennungspreis der Stadt St. Pölten
- 2007: Hans-Weigel-Literaturstipendium von Niederösterreich
- 2007: Literaturpreis der Stadt Steyr Anerkennungspreis
- 2008: Theodor-Körner-Preis
- 2008: Autorenprämie des BMUKK für Die Asche meiner Schwester
- 2009: Lise-Meitner-Literaturpreis mit Mein Schnittlauch ist ein Sumpfgewächs
- 2012: Publikumspreis beim Ingeborg-Bachmann-Wettbewerb für Junge Hunde
- 2012: Niederösterreichischer Kulturpreis (Sparte Literatur, Anerkennungspreis)
- 2013: Kranichsteiner Jugendliteratur-Stipendium
- 2016: Finalistin beim Literaturpreis Wartholz[12]
- 2020: Nominierung für den Österreichischen Buchpreis für Feenstaub[13]
- 2023: Nominierung für den im Oktober zu verleihenden Deutschen Jugendliteraturpreis für Harte Schale, Weichtierkern[14]